# Лучень
Лучень, Лучені (рум. Luceni) — село у повіті Ясси в Румунії. Входить до складу комуни Вікторія.
Село розташоване на відстані 337 км на північ від Бухареста, 14 км на північ від Ясс.

## Населення
За даними перепису населення 2002 року у селі проживали 575 осіб, усі — румуни. Усі жителі села рідною мовою назвали румунську.